# Proboscidipparion
Proboscidipparion és un gènere extint de mamífers perissodàctils de la família dels èquids que visqueren a Euràsia entre el Miocè superior o el Pliocè inferior i el Plistocè inferior. Se n'han trobat restes fòssils al Regne Unit, Turquia, la Xina i, si es compta l'espècie P. rocinantis, sovint classificada en el gènere Hipparion, Espanya, França i, possiblement, Hongria. Aparegueren a Àsia i des d'allí passaren a l'Àsia occidental i Europa.
Els representants d'aquest grup tenien ectostílids a les dents postcanines permanents. La retracció dels ossos nasals fa pensar que la premaxil·la tal vegada presentava una probòscide. Ocupaven una gran varietat d'hàbitats, incloent-hi boscos, estepes i matollars, i tenien un mode d'alimentació mixte entre el brosteig i el pasturatge. Ja des del principi eren animals relativament grossos i, a més a més, mostren una tendència evolutiva cap a majors dimensions. Es calcula que P. heintzi, del Pliocè, pesava entre 300 i 360 kg.